# Waynesboro (Misisipi)
Waynesboro es una ciudad del Condado de Wayne, Misisipi, Estados Unidos. Según el censo de 2000 tenía una población de 5197 habitantes y una densidad de población de 301.7 hab/km².

## Demografía
Según el censo de 2000, había 5.197 personas, 1.982 hogares y 1.335 familias residiendo en la localidad. La densidad de población era de 301,7 hab./km². Había 2.276 viviendas con una densidad media de 132,1 viviendas/km². El 41,54% de los habitantes eran blancos, el 57,28% afroamericanos, el 0,21% amerindios, el 0,37% asiáticos, el 0,25% de otras razas y el 0,35% pertenecía a dos o más razas. El 0,94% de la población eran hispanos o latinos de cualquier raza.
Según el censo, de los 1.982 hogares en el 36,3% había menores de 18 años, el 36,5% pertenecía a parejas casadas, el 26,8% tenía a una mujer como cabeza de familia, y el 32,6% no eran familias. El 29,6% de los hogares estaba compuesto por un único individuo, y el 12,1% pertenecía a alguien mayor de 65 años viviendo solo. El tamaño promedio de los hogares era de 2,53 personas y el de las familias de 3,12.
La población estaba distribuida en un 29,5% de habitantes menores de 18 años, un 10,9% entre 18 y 24 años, un 25,5% de 25 a 44, un 20,1% de 45 a 64, y un 14,0% de 65 años o mayores. La media de edad era 33 años. Por cada 100 mujeres había 82,5 hombres. Por cada 100 mujeres de 18 años o más, había 73,3 hombres.
Los ingresos medios por hogar en la localidad eran de 22.357 dólares ($), y los ingresos medios por familia eran 27.754 $. Los hombres tenían unos ingresos medios de 29.602 $ frente a los 16.887 $ para las mujeres. La renta per cápita para la ciudad era de 12.946 $. El 32,7% de la población y el 31,1% de las familias estaban por debajo del umbral de pobreza. El 43,1% de los menores de 18 años y el 17,4% de los habitantes de 65 años o más vivían por debajo del umbral de pobreza.

## Geografía
Según la Oficina del Censo de los Estados Unidos, la localidad tiene un área total de 17,2 km², 0,15% de ellos correspondientes a agua.